# Harry Potter e la maledizione dell'erede
Harry Potter e la maledizione dell'erede (Harry Potter and the Cursed Child) è un'opera teatrale in due parti di Jack Thorne su soggetto di J. K. Rowling, John Tiffany e dello stesso Thorne. Il dramma, ambientato diciannove anni dopo il romanzo Harry Potter e i Doni della Morte, racconta la storia di Albus Severus Potter, secondogenito di Harry Potter e Ginny Weasley.
L'anteprima di Harry Potter and the Cursed Child ha avuto luogo al Palace Theatre di Londra il 7 giugno 2016, mentre l'opera ha fatto il suo debutto ufficiale il 30 luglio. La produzione londinese ha ottenuto grande plauso di critica e pubblico, vincendo nove Laurence Olivier Awards, tra cui quello alla migliore opera teatrale nel 2017. Nel 2018 la doppia pièce debutta anche a Broadway, dove vince il Tony Award alla migliore opera teatrale.
Nel 2021 la duplice pièce è stata rivisitata dagli autori e condensata in un'unica opera teatrale. Questa nuova versione ridotta del testo è quella tornata in scena a Broadway e nel resto degli Stati Uniti dopo la riapertura dei teatri in seguito alla ripresa degli spettacoli dopo la pandemia di COVID-19.

## Trama

### Parte uno

#### Primo atto
Diciannove anni dopo la morte di Lord Voldemort nella battaglia di Hogwarts, Harry Potter, divenuto famosissimo, è il capo dell'Ufficio Applicazione della Legge sulla Magia e ha tre figli con Ginny Weasley: James Sirius, Albus Severus e Lily Luna. Hermione Granger, diventata Ministra della Magia, è sposata con Ron Weasley, che ha ereditato il negozio Tiri Vispi Weasley e ha due figli, Rose e Hugo, che hanno entrambi acquisito il doppio cognome Granger-Weasley.
Alla stazione di King's Cross, Albus e Rose salgono a bordo dell'Espresso per Hogwarts per iniziare il loro primo anno a Hogwarts. Con la disapprovazione di Rose, Albus fa amicizia con Scorpius Malfoy, figlio di Draco Malfoy. Entrambi i ragazzi vengono smistati in Serpeverde mentre Rose in Grifondoro. Durante i loro primi tre anni a scuola, Albus è uno studente mediocre e impopolare e la relazione con suo padre diventa tesa. Scorpius soffre per la morte di sua madre, Astoria, ed è perseguitato dai pettegolezzi che egli sia segretamente il figlio di Voldemort, diventato padre attraverso l'uso di una Giratempo, mentre la sua cotta per Rose non viene ricambiata. Entrambi i ragazzi non riescono a stringere altre amicizie.
L'estate seguente, il Ministero della Magia confisca una Giratempo illegale a Theodore Nott. Harry ed Hermione inoltre discutono delle recenti attività degli ex-alleati di Voldemort. Il padre di Cedric Diggory, Amos, sospetta l'esistenza di una Giratempo e prega Harry di usarla per salvare Cedric, ma Harry rifiuta per via delle possibili implicazioni che si avrebbero interferendo con il passato. Mentre origliano la conversazione, Albus fa amicizia con Delphi Diggory, nipote di Amos che si occupa di lui. Successivamente Harry offre ad Albus la sua vecchia coperta da neonato come regalo, l'unico oggetto che gli rimane di sua madre, Lily; Albus rifiuta il regalo e segue una discussione in cui entrambi esprimono il desiderio di non essere parenti.
Sul treno per il loro quarto anno a Hogwarts, Rose conferma ad Albus l'esistenza della Giratempo; Albus propone quindi a Scorpius di scappare dal treno in movimento per impossessarsi della Giratempo, salvare Cedric Diggory e rimediare all'errore di Harry che lo portò a morire. Saltano quindi dal tetto del treno e vanno a trovare Amos e Delphi, sicuri di portare a termine il loro piano. Nel frattempo, Harry comincia ad avere degli incubi e ad avvertire dolore alla cicatrice; lui ed Hermione tengono una riunione pubblica, ma la comunità non è convinta che sia una minaccia. Harry, Ginny e Draco vengono a sapere che Albus e Scorpius sono dati per dispersi; Ginny capisce che Albus è scappato dopo la sua discussione con Harry e Draco è furioso che Scorpius sia stato coinvolto nelle loro faccende familiari. Delphi si procura della Pozione Polisucco e i tre, mascherati da Harry (Scorpius), Ron (Albus) e Hermione (Delphi), si infiltrano nel Ministero e sottraggono la Giratempo con non poche difficoltà dovute al casuale incontro con la reale Hermione e a una serie di indovinelli che celano l'ubicazione dell'oggetto magico.

#### Secondo atto
Albus decide che il miglior modo di salvare Cedric sia di impedirgli di vincere il Torneo Tremaghi tenutosi durante gli eventi narrati in Harry Potter e il calice di fuoco. Dato che Delphi non aveva nessun compito da svolgere durante la missione, e dato il fatto che la sua età avrebbe potenzialmente compromesso la missione, la ragazza accetta riluttante di rimanere nel presente mentre Albus e Scorpius mascherati da studenti di Durmstrang viaggiano indietro alla prima prova del Torneo e disarmano Cedric, impedendo al campione di prendere un uovo d'oro custodito da un drago. Successivamente, si scopre che la Giratempo può permettere loro di restare solo cinque minuti nel passato, causando loro un incontrollato ritorno al presente e diverse ferite ad Albus.
Il sogno di Harry rivela la posizione di Albus nella Foresta Proibita; quando comincia a cercarlo, il centauro Bane lo avverte che una nube oscura avvolge il figlio. Lui, Ron, e Ginny trovano i ragazzi dopo il loro ritorno dal passato e Albus viene portato nell'infermeria della scuola, dove Harry ha una conversazione con il ritratto di Albus Silente; questi lo avvisa di guardare ad Albus per quel che è. Harry chiede che Albus interrompa la sua relazione con Scorpius, arrivando a minacciare la Preside Minerva McGranitt di utilizzare la Mappa del Malandrino per tenerli separati. Successivamente, Albus scopre che la realtà è cambiata: egli è adesso un Grifondoro, Ron è sposato con Padma Patil e hanno un figlio, Panju, mentre Rose e Hugo non esistono e Hermione è la frustrata e scorbutica professoressa di Difesa Contro le Arti Oscure. Viene rivelato che Albus e Scorpius, poiché hanno viaggiato nel passato travestiti con le uniformi di Durmstrang ed avendo parlato con Hermione, le hanno inavvertitamente causato dei dubbi sul coinvolgimento di Viktor nel sospetto disarmo di Cedric: ella infatti ha partecipato al Ballo del Ceppo come amica di Ron, invece di andare all'appuntamento con Krum, e l'amico non ha mai provato la gelosia fondamentale per la loro storia d'amore.
Albus evita Scorpius, ma Delphi si presenta a Hogwarts e persuade quest'ultimo a riconciliarsi con Albus, cosa che effettivamente succede rimproverandolo di essere un cattivo amico. Albus inoltre convince Scorpius a provare nuovamente a salvare Cedric: i due viaggiano verso la seconda prova, dove quest'ultimo deve nuotare nelle profondità del lago, e utilizzano un incantesimo per forzarlo a riemergere e ad uscire dall'acqua.
Nel presente, Harry e Draco discutono dei loro figli, arrivando ad avere un duello magico. Quest'ultimo sorprendentemente si trova di comune accordo con Ginny quando devono spiegare ad Harry quanto siano stati importanti le sue amicizie ad Hogwarts per la sua identità, arrivando ad ammettere che non era felice insieme a Tiger e Goyle, e Harry si rende conto che isolare Albus è pericoloso. Appena ritornano ad Hogwarts, egli si scusa con la McGranitt e i tre cercano i ragazzi, scoprendo che essi erano in possesso della Giratempo.
Quando Scorpius ritorna al presente, Albus è scomparso. Voldemort ha permesso l'insediamento di Dolores Umbridge come Preside di Hogwarts, ora una scuola di magia oscura, e Harry Potter è morto sconfitto durante la Battaglia di Hogwarts (spiegando la scomparsa di Albus).

### Parte due

#### Terzo atto
Con orrore, Scorpius scopre che Cedric, umiliato, è diventato una persona aspra e crudele, si è unito ai Mangiamorte e ha ucciso Neville Paciock. Dato che nella linea temporale originale quest'ultimo aveva ucciso Nagini, il serpente di Voldemort, egli non è mai morto ed ha assunto il controllo del mondo magico. Scorpius stesso è uno studente popolare, rispettato e temuto a Hogwarts che delega ad altri le sue richieste, mentre suo padre Draco è il capo dell'Ufficio Applicazione della Legge sulla Magia.
Il ragazzo conversa con il Professor Piton, che è ancora vivo e insegna sebbene sia un membro clandestino dell'Esercito di Silente. Dopo aver confermato dettagli riguardo alla vita di Piton dei quali avrebbe dovuto essere ignaro, Scorpius viene portato al quartier generale segreto dove vivono Ron e Hermione, entrambi fuggitivi. Trattato inizialmente con sospetto, Scorpius convince il trio delle sue origini e di cosa sia successo dopo che ha utilizzato la Giratempo; decidono quindi di aiutarlo, anche se significa che Piton sarebbe nuovamente morto. A Scorpius viene consigliato di viaggiare indietro nel tempo ancora una volta per bloccare il suo altro sé dall'intervenire nei confronti di Cedric Diggory utilizzando un Incantesimo Scudo, cosa che egli fa non prima che Piton, Ron ed Hermione vengano attaccati dai Dissennatori e le loro anime vengano divorate, con Severus che si dice orgoglioso che Albus porti anche il suo nome.
Ritornato nel presente, quest'ultimo ricompare portando a pensare che le cose siano tornate alla normalità, ma la Giratempo viene data per persa. I ragazzi confessano ciò che hanno fatto alla Professoressa McGranitt, che ricorda ad entrambi che il loro mondo è stato creato e si sostiene grazie alla morte di diverse persone, incluso qualcuno a loro caro, e che malgrado le nobili intenzioni di Albus e Scorpius il mondo alternativo che avrebbero inavvertitamente creato sarebbe stato l'ultimo dei loro desideri. Harry va a fare visita ad Albus nel suo dormitorio, e mentre il primo riesce a stento a trattenere la rabbia, vengono poste le basi per una vera riconciliazione.
Scorpius rivela quindi ad Albus di aver mentito riguardo alla perdita della Giratempo, e che l'ha avuta per tutto il tempo; entrambi comunque decidono di distruggerla una volta per tutte, nella Guferia per non essere visti. Albus invita Delphi ad unirsi a loro dato il suo apparente affetto per la ragazza cresciuto durante l'avventura con Scorpius. Delphi è d'accordo che il loro piano era inutile, ma inavvertitamente espone il suo tatuaggio di un Augure, una creatura sinistra di cui Scorpius ha sentito parlare come simbolo di una strega alla destra di Voldemort nella realtà alternativa. Lei rivela quindi che intende salvare il cugino portando al ritorno di Voldemort accompagnato da una nuova Era Oscura; prende quindi i ragazzi in ostaggio, distrugge le loro bacchette e ucciso Craig, un prefetto che li stava cercando, li costringe a viaggiare nel tempo verso la terza prova del Torneo.
Nel labirinto, Albus e Scorpius decidono di rallentare Delphi dato che hanno solo cinque minuti. Prima che il tempo si esaurisca, incontrano inavvertitamente Cedric Diggory, che crede che il trio sia un altro ostacolo. Il ragazzo riesce a sconfiggere momentaneamente Delphi, ma ella riprende quasi subito il controllo della situazione e distrugge la Giratempo, abbandonando Albus e Scorpius nel passato.

#### Quarto atto
Nel presente, i maghi vengono a sapere che Albus e Scorpius sono stati visti l'ultima volta con Delphi e interrogano Amos Diggory in proposito, scoprendo che era stato confuso da Delphi a credere che fosse sua nipote; inoltre nega che sua moglie e lui avessero altri parenti. Cercando nella stanza degli indizi, trovano una profezia che, se avverata, avrebbe permesso il ritorno di Voldemort, e che rivela la vera identità di Delphi come la figlia segreta di Voldemort e Bellatrix Lestrange. A causa del fatto che non sanno dove si trovino nel tempo Delphi, Albus e Scorpius, tutti possono solo aspettare.
Delphi, Albus e Scorpius scoprono di aver viaggiato indietro nel 1981; usando una tabella oraria dei treni, Albus e Scorpius capiscono che è il 30 ottobre, un giorno prima di Halloween, la notte in cui Voldemort uccise i genitori di Harry, e rendendosi conto che Delphi pianifica di uccidere lei stessa Harry per prevenire il rimbalzo della maledizione senza perdono di Voldemort, viaggiano verso Godric's Hollow dove individuano il neonato Harry e i suoi genitori. Pensando ad un modo per comunicare con il futuro, Albus ricorda la coperta che suo padre gli aveva donato: quando l'ha scagliata attraverso la stanza durante la loro discussione aveva rotto una bottiglia di Pozione d'Amore, sporcandola in parte. Scorpius e Albus ricordano che la Tintura di Camuflone può essere utilizzata per scrivere sulla coperta, la cui scritta sarebbe apparsa nel tempo presente a contatto con la polvere di perla contenuta nella pozione d'amore. Si infiltrano quindi nella casa di Bathilda Bath e riescono a scrivere il messaggio sulla coperta che nel presente mostra bruciature e buchi. Harry e Ginny decifrano il messaggio capendo la localizzazione nel tempo e nello spazio dei ragazzi e allertano Ron e Hermione. Draco, che si aggiunge al gruppo, rivela segretamente che la sua famiglia ha una Giratempo più potente e duratura di quella sequestrata dal Ministero, che è un mero prototipo non bramato da un vero Mangiamorte.
Viaggiano quindi indietro nel tempo per riunirsi con Albus e Scorpius e sotto incitamento di Ginny si rendono conto che Delphi ha scelto questo momento non per uccidere Harry neonato, ma per fermare Voldemort e prevenire il suo attacco ai Potter, assicurando così al regno del Signore Oscuro di continuare e di renderlo più forte dell'amore, cosa che ha portato alla sua caduta. Nascondendosi in una chiesa vicino alla casa dei Potter, si accordano sul trasfigurare nel Signore Oscuro Harry, che capisce di poter comprendere di nuovo il Serpentese e di essere l'unico ad essere stato nella mente di Voldemort tanto da poterlo impersonare. Si viene quindi a sapere che Delphi è figlia di Voldemort attraverso Bellatrix Lestrange, nata a Villa Malfoy nel 1998 nel soggiorno di Voldemort durante gli eventi di Harry Potter e i Doni della Morte, prima che si tenesse la battaglia di Hogwarts. Delphi implora suo padre di riconoscerla, cosa che Harry fa prima che la trasfigurazione termini; capendo di essere stata ingannata, ingaggia un duello con Harry che viene successivamente raggiunto dai suoi amici e da Albus: insieme riescono a neutralizzarla ed ella implora di poter conoscere suo padre, cosa che un sorpreso Harry nega per non alterare il passato. Sentendo che il vero Voldemort sta arrivando per uccidere i genitori di Harry, Delphi prova a chiamarlo, ma Hermione e Draco la zittiscono e la rimandano al tempo presente. Prima che vi ritornino anche loro, Harry rivive la scena dell'omicidio dei suoi genitori ancora una volta, con Albus al suo fianco. Un devastato Hagrid arriva sulla scena per portare Harry ai Dursley, dando inizio agli eventi narrati ne La pietra filosofale.
Tornati a Hogwarts al presente, dopo aver distrutto la Giratempo, Delphi viene disarmata e arrestata per l'omicidio del prefetto Craig, mentre Scorpius raccoglie il coraggio di chiedere a Rose un appuntamento: lei rifiuta, ma lui è convinto che l'iniziativa abbia gettato le basi della loro amicizia, che effettivamente pare cominciare quando i tre ragazzi si incontrano nell'ingresso e lei sembra diventare maggiormente ben disposta verso di lui. Passato qualche tempo, Harry chiede ad Albus di accompagnarlo nel pomeriggio per una passeggiata in collina, dove si trova la tomba di Cedric Diggory, che Harry, sentendosi in colpa per il tragico destino del compagno, visita regolarmente.

## Personaggi
- Albus Severus Potter, il figlio secondogenito di Harry Potter e Ginny Weasley. Ha un carattere pacato e buono e dei tre fratelli Potter è quello che assomiglia di più al padre. Nell'epilogo de I Doni della Morte viene accompagnato dai genitori alla stazione di King's Cross per iniziare il suo primo anno a Hogwarts. È il protagonista de La maledizione dell'erede. Allo smistamento viene assegnato alla casa Serpeverde, evento inusuale per un appartenente alla famiglia Potter solitamente accolti in quella di Grifondoro, dove stringe amicizia con Scorpius Malfoy. Insieme i due viaggiano indietro nel tempo per impedire la morte di Cedric Diggory.
- Scorpius Malfoy, è il figlio di Draco Malfoy e Astoria Greengrass. Nell'epilogo de I Doni della Morte viene accompagnato dai genitori alla stazione di King's Cross per prendere il treno che lo porterà a Hogwarts per la prima volta. Ne La maledizione dell'erede stringe una forte amicizia con il coetaneo Albus Severus Potter, con il quale viaggia indietro nel tempo per cercare di salvare Cedric Diggory dall'uccisione.
- Delphini "Delphi" Riddle, è la figlia di Lord Voldemort e di Bellatrix Lestrange. Rimasta orfana, viene cresciuta con freddezza da Euphemia Rowle, non andò mai a Hogwarts ed ebbe pochi o nessun contatto con altri bambini. Apprese poi da Rodolphus Lestrange della sua vera discendenza e della profezia che crede sia destinata a compiere. Delphi pone Amos Diggory sotto l'incantesimo Confundus al fine di convincerlo di essere sua nipote e quindi finge di collaborare con Albus Severus Potter e Scorpius Malfoy per andare indietro nel tempo e salvare Cedric Diggory, mentre il suo vero obiettivo è impedire l'uccisione del padre. Una volta rivelati i suoi piani si dimostra calcolatrice, sadica e crudele, ma è infine sconfitta dagli sforzi combinati di Harry, Ron, Hermione, Ginny e Draco.
- Harry Potter, Direttore dell'Ufficio Applicazione della Legge sulla Magia al Ministero della Magia, marito di Ginny e padre di Albus, James e Lily Potter. Nonostante il successo professionale e la fama guadagnata per aver sconfitto Voldemort diciannove anni prima, Harry fatica ad instaurare una relazione solida con il figlio Albus a causa delle loro differenze e dei sensi di colpa che si porta dietro dall'adolescenza. Alla fine della pièce, Harry si avvicina ad Albus e i due visitano insieme la tomba di Cedric.
- Hermione Granger, Ministro della Magia, moglie di Ron Weasley e madre di Rose e Hugo Granger-Weasley. Strega intelligente e di grande talento, Hermione aiuta i Potter nella nuova lotta contro Voldemort. Dopo i cambiamenti causati dal primo viaggio nel tempo di Albus e Scorpius, Hermione è una strega severa e nubile che insegna Difesa contro le Arti Oscure a Hogwarts, mentre dopo il secondo viaggio dei giovani amici è una ricercata che si nasconde con Ron nella scuola. Al termine del primo atto della seconda parte il presente viene ripristinato ed Hermione è nuovamente Ministro della Magia.
- Ron Weasley, marito di Hermione e padre di Rose e Hugo Granger-Weasley, dirige il negozio di scherzi magici Tiri Vispi Weasley. Amico, marito e padre divertente e devoto, nella prima variazione del presente causata dal viaggio nel tempo è sposato con Padma Patil da cui ha avuto il figlio Panju, mentre nella seconda è un ricercato che si nasconde con Hermione a Hogwarts.
- Draco Malfoy, padre di Scorpius e recentemente vedovo dopo la morte della moglie Astoria. Il lutto lo ha allontanato dal figlio, ma i due riusciranno a riavvicinarsi nel corso della pièce. Allo stesso modo, dopo incomprensioni iniziali che sfociano in un duello magico, Draco supera anche la sua vecchia inimicizia con Harry e i due instaurano un rapporto amichevole.
- Ginny Weasley, moglie di Harry e madre di Albus, James e Lily Potter, Ginny è un'editor della sezione sportiva della Gazzetta del Profeta.
- Professoressa Minerva McGranitt, preside della Scuola di Magia e Stregoneria di Hogwarts.
- Rose Granger-Weasley, la figlia maggiore di Ron ed Hermione, una ragazza ambiziosa con poca simpatia per Albus e, soprattutto, Scorpius, che invece è molto infatuato di lei.
- James Sirius e Lily Luna Potter, il maggiore e la minore dei figli di Harry e Ginny, entrambi smistati nella casa di Grifondoro.
- Craig Bowker Jr, uno studente prefetto di Serpeverde ucciso da Delphi.

In Harry Potter e la maledizione dell'erede compaiono anche in ruoli più o meno importanti anche un grande numero di altri personaggi della saga originale, tra cui Voldemort, Severus Piton, Albus Silente, Cedric e Amos Diggory, Viktor Krum, Lily e James Potter, Rubeus Hagrid, Dolores Umbridge, Bane, il Cappello Parlante, Madama Bumb, Bathilda Bath, la Strega del Carrello, Petunia, Vernon e Dudley Dursley, Ludo Bagman e Mirtilla Malcontenta.

## Il testo
La sceneggiatura viene resa disponibile dalla mezzanotte successiva al primo spettacolo, il 31 luglio 2016, sia in versione cartacea che in versione digitale. In lingua italiana, il testo teatrale è stato pubblicato il 24 settembre 2016 da Salani. Una seconda edizione della sceneggiatura contenente tutte le modifiche apportate durante i mesi di spettacolo, la Definitive Collector's Edition, è stata pubblicata in inglese nel 2017 ed in italiano nel 2019.
La trasposizione dell'opera teatrale è stata pubblicata in un libro intitolato Harry Potter e la maledizione dell'erede (in lingua originale conserva il titolo Harry Potter and the Cursed Child), edito in Italia dalla Salani Editore. In lingua originale e in italiano ne sono state pubblicate due versioni: la Special Rehearsal Edition (Edizione Speciale Scriptbook), con gli script originali usati nelle rappresentazioni teatrali, e la versione revisionata denominata Definitive Collector's Edition (Edizione Scriptbook Definitiva).

### La revisione
Durante il periodo della chiusura dei teatri in quasi tutto il mondo a causa delle restrizioni prese in risposta alla pandemia di COVID-19, Jack Thorne ha effettuato una profonda revisione del testo che lo ha portato a tagliare circa novanta minuti di materiale e accorpare le due parti in un dramma unico della durata di poco più di tre ore. I tagli includono l'eliminazione dei flashback nel passato di Harry Potter e il personaggio di Lily Potter, che ora viene solo menzionata dagli altri personaggi senza mai apparire in scena.
Sin dall'esordio della pièce sulle scene londinesi, erano state mosse all'opera accuse di queerbaiting, dato che molti fan e spettatori vedevano il legame tra Albus e Scorpius non solo come amicale, ma romantico. Nel corso della sua revisione al testo, Thorne ha reso esplicito il legame tra i due adolescenti eliminando i riferimenti all'infatuazione di Scorpius per Rose Granger-Weasley, che nella nuova versione del testo accetta l'amicizia del giovane Malfoy e lo incoraggia a vivere apertamente i suoi sentimenti per Albus. Nella scena finale, Albus fa coming out con il padre, affermando che Scorpius sarà sempre la persona più importante nella sua vita.
La versione ridotta dell'opera teatrale ha rimpiazzato la versione estesa a Broadway, San Francisco, Amburgo e Melbourne; inoltre gli allestimenti di Toronto e Tokyo hanno adottato questa versione del testo dal momento delle rispettive prime. L'allestimento londinese è l'unico che, dopo il 2023, continua ad andare in scena nella versione estate in due parti e quattro atti, pur incorporando le revisioni legate alla sessualità di Scorpius e Albus.

## Genesi
Nel dicembre 2013 J. K. Rowling dichiarò che da circa un anno collaborava alla realizzazione di un'opera teatrale basata sulla saga di Harry Potter. Il 26 giugno 2015, in occasione del diciottesimo anniversario della pubblicazione di Harry Potter e la pietra filosofale, l'autrice annunciò che l'opera avrebbe avuto la sua prima mondiale al Palace Theatre di Londra nel 2016 e nelle settimane seguenti affermò anche che la pièce sarebbe stata in due parti e sarebbe stata ambientata diciannove anni dopo la battaglia di Hogwarts. Il 20 dicembre 2015 sono stati annunciati i nomi dei primi membri del cast: Jamie Parker (Harry Potter), Noma Dumezweni (Hermione Granger) e Paul Thornley (Ron Weasley). J. K. Rowling ha risposto alle reazioni contrastanti suscitate dall'etnia di Noma Dumezweni, sostenendo che il colore della pelle di Hermione non sia mai stato specificato in nessuno dei libri.

## Produzioni

### Londra, 2016
Harry Potter e la maledizione dell'erede ha avuto la sua prima mondiale al Palace Theatre di Londra il 30 luglio 2016 dove circa sette settimane di rodaggio, iniziato il 7 giugno precedente. Diretta da John Tiffany, la duplice pièce annoverava nel cast Jamie Parker (Harry Potter), Noma Dumezweni (Hermione Granger), Paul Thornley (Ron Weasley), Poppy Miller (Ginny Potter), Alex Price (Draco Malfoy), Sam Clemmett (Albus Potter), Anthony Boyle (Scorpius Malfoy), Esther Smith (Delphi Diggory) e Sandy McDade (Minerva McGrenitt) insieme a un'altra trentina di attori in ruoli minori. Katrina Lindsay curava i costumi, mentre le scenografie erano state ideate da Christine Jones.
La pièce è stata accolta positivamente dalla critica e l'anno successivo ha vinto nove Premi Laurence Olivier – il massimo riconoscimento del teatro britannico – tra cui il Laurence Olivier Award alla migliore opera teatrale. Il riscontro di pubblico è stato altrettanto favorevole, tanto che l'opera è rimasta ininterrottamente in cartellone al Palace Theatre dal giugno 2016, fatta eccezione per i diciassette mesi di chiusura tra il marzo 2020 e ottobre 2021 a causa dalla pandemia di COVID-19.

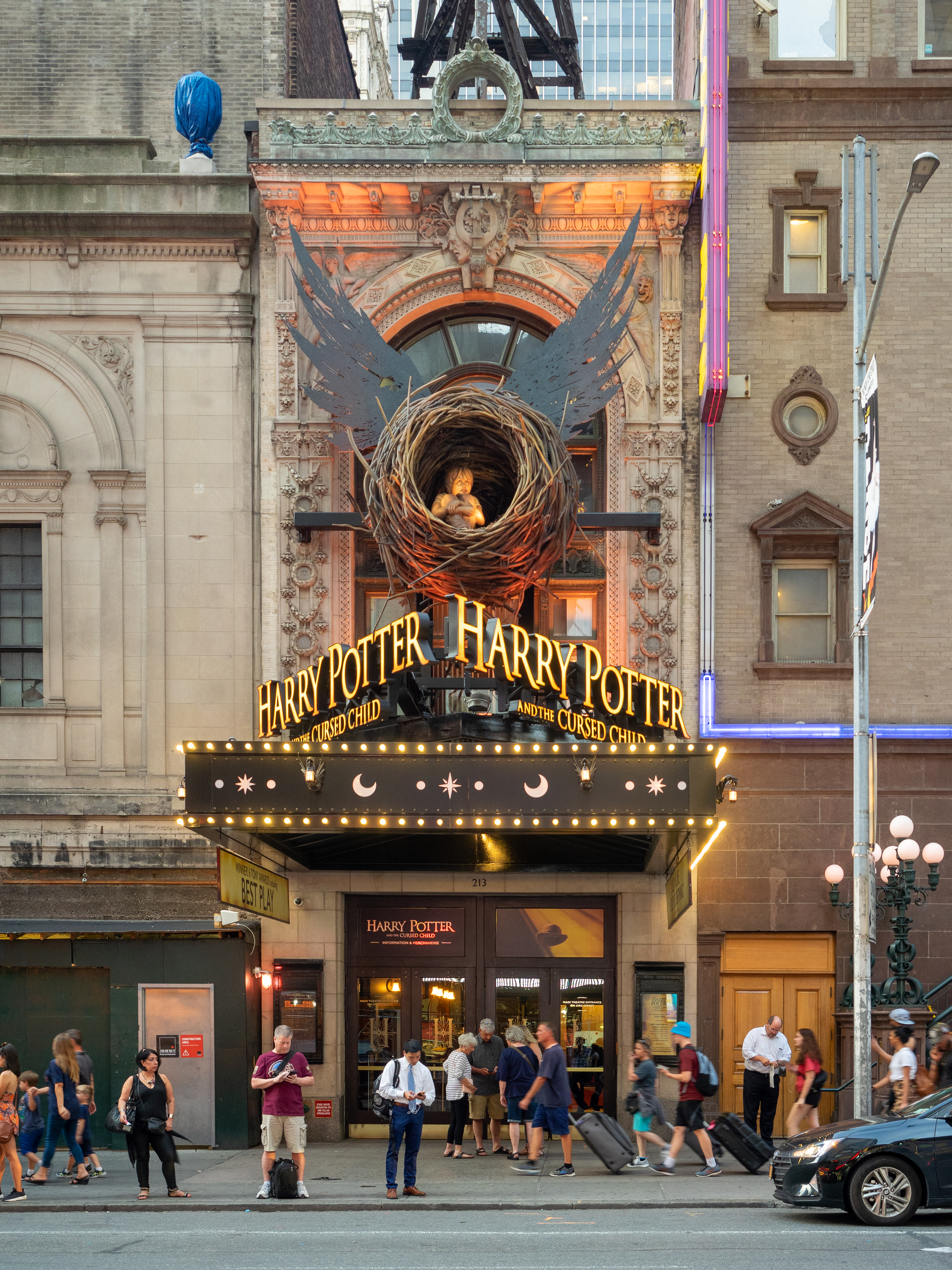
Harry Potter e la maledizione dell'erede in scena al Lyric Theatre di Broadway dal 2018

### Broadway, 2018
Harry Potter e la maledizione dell'erede debutta a Broadway il 22 aprile 2018. Il teatro scelto per ospitare il debutto statunitense del doppio dramma è il Lyric Theatre di Broadway, che ha subito una ristrutturazione importante per essere reso il più simile possibile al Palace Theatre di Londra; queste modifiche hanno previsto la riduzione della platea di almeno 400 posti a sedere, in modo da creare un'atmosfera più intima in sala. Nel maggio 2017 è stato ufficialmente annunciato che Harry Potter sarebbe andato in scena al Lyric Theatre dal 22 aprile 2018 e che Jamie Parker, Paul Thornley, Noma Demezweni, Anthony Boyle, Sam Clemmett, Poppy Miller ed Alex Price sarebbero ritornati a ricoprire i ruoli interpretati a Londra. Nuovi membri del cast comprendono Susan Heyward (Rose), Jessie Fisher (Delphi), Joshua DeJesus (Craig), Lauren Nicole Cipoletti (Mirtilla), Madeline Weinstein (Polly), Byron Jennings (Zio Vernon/Voldemort/Piton), Brian Abraham (Hagrid/Cappello parlante) e Geraldine Hughes (McGranitt).
Dopo la lunga chiusura dei teatri causata dalla pandemia di COVID-19, Harry Potter e la maledizione dell'erede ha riaperto a Broadway il 16 novembre 2021. Dalla riapertura, lo spettacolo in scena al Lyric Theatre non è più l'opera in due parti, bensì una versione condensata della pièce in una sola parte. Già da prima la pandemia, gli incassi della produzione newyorchese avevano cominciato a scemare a causa dei costi elevati di portare in scena un'opera teatrale che richiedesse due visite a teatro, anche perché i turisti erano meno inclini a comprare due biglietti per due rappresentazioni.

### Altri allestimenti

#### Melbourne, 2019-2023
Il 18 gennaio 2019 Harry Potter e la maledizione dell'erede ha fatto il suo debutto australiano al Princess Theatre di Melbourne. La regia, la scenografia, i costumi e le musiche sono quelli della produzione originale londinese. Il cast è composto da Gareth Reeves (Harry Potter), Paula Arundell (Hermione Granger), Gyton Grantley (Ron Weasley), Lucy Goleby (Ginny Potter), Sean Rees-Wemyss (Albus Potter), Tom Wren (Draco Malfoy) e William McKenna (Scorpius Malfoy). Sostituita dalla versione in una sola parte nel maggio 2022, la pièce è rimasta in cartellone per circa 1300 rappresentazioni prima di chiudere nell'estate 2023; è l'opera teatrale più longeva nella storia del teatro australiano.

#### San Francisco, 2019-2022
Una seconda produzione statunitense debuttò al Curran Theatre di San Francisco nell'autunno 2019. Dopo la lunga interruzione delle repliche causata dalla pandemia, Harry Potter e la maledizione dell'erede è tornato in scena a San Francisco nell'autunno 2021 nella versione ridotta proposta anche a Broadway; dopo un altro anno di repliche ha chiuso definitivamente nel settembre 2022 dopo quasi quattrocento rappresentazioni.

#### Amburgo, 2021-in cartellone
La prima europea dell'opera è andata in scena al Mehr! Theatre di Amburgo il 5 dicembre 2021, con diciassette mesi di ritardo rispetto a quanto annunciato prima dello scoppio della pandemia. L'allestimento, il primo in una lingua diversa da quella originale, è rimasto in cartellone fino gennaio 2023, quando la versione originale è stato rimpiazzato con quella in una singola parte.

#### Toronto, 2022-2023
La versione ridotta dell'opera va in scena all'Ed Mirvish Theatre di Toronto dal maggio 2022, nella versione ridotta esordita a Broadway nel 2021. Harry Potter e la maledizione dell'erede è rimasto in cartellone per oltre quattrocento rappresentazioni fino all'estate 2023, diventando l'opera di prosa più longeva nella storia del teatro canadese.

#### Tokyo, 2022-in cartellone
La prima giapponese dell'opera è avvenuta al Akasaka ACT Theater di Tokyo l'8 luglio 2022. Quattro attori – tra cui Tatsuya Fujiwara e Osamu Mukai – si alternavano nel ruolo di Harry Potter.

## Accoglienza

### Londra
Le prime recensioni del doppio dramma, pubblicate a partire dal 26 luglio 2016, sono state generalmente molto positive: The New York Times, The Independent, London Evening Standard e The Daily Telegraph hanno lodato la messa in scena, e The Guardian ha dato allo spettacolo un voto di quattro stelle su cinque. La regia di John Tiffany è stata particolarmente apprezzata, così come le scenografie di Christine Jones e l'interpretazione di Anthony Boyle nel ruolo di Scorpius Malfoy. Tuttavia non pochi lettori si sono lamentanti della storia, che viene definita senza senso o contraddittoria in alcuni eventi e comportamenti dei personaggi già conosciuti nei sette capitoli della saga. Nonostante le critiche dei fan della saga originale, l'opera teatrale si è rivelata un successo al botteghino ed è stata candidata a quattro Evening Standard Award nel novembre 2016, vincendo quello alla miglior nuova opera teatrale. Nel 2017 viene candidato a 11 Laurence Olivier Awards, il massimo riconoscimento del teatro londinese; alla cerimonia del 9 aprile Harry Potter vince in nove delle undici categorie, un record senza precedenti, guadagnandosi tra gli altri i premi alla migliore opera teatrale, al miglior attore protagonista e non protagonista e alla miglior attrice non protagonista.

### Broadway
Quando la pièce debuttò a New York 19 mesi più tardi, le recensioni furono nuovamente molto positive. Critiche particolarmente positive sono state pubblicate da Variety, The Hollywood Reporter, il Chicago Tribune, il Daily News, The Guardian,, The Telegraph, Vanity Fair e dal Financial Times. Il New York Times lodò nuovamente la produzione e i suoi interpreti ed ha inserito Harry Potter e la maledizione dell'erede tra le proposte suggerite dalla critica nella stagione 2017/2018. La commedia è stata candidata a dieci Tony Award e ne ha vinti sei, tra cui quello alla migliore opera teatrale.

## Premi e candidature

### Londra, 2016
| Anno | Premio                        | Categoria                                             | Candidato                       | Risultato       |
| ---- | ----------------------------- | ----------------------------------------------------- | ------------------------------- | --------------- |
| 2016 | Evening Standard Award        | Migliore opera teatrale                               | Migliore opera teatrale         | Vincitore/trice |
| 2016 | Evening Standard Award        | Miglior regia                                         | John Tiffany                    | Candidato/a     |
| 2016 | Evening Standard Award        | Miglior scenografia                                   | Christine Jones                 | Candidato/a     |
| 2016 | Evening Standard Award        | Miglior debuttante                                    | Anthony Boyle                   | Candidato/a     |
| 2017 | Critics' Circle Theatre Award | Miglior regia                                         | John Tiffany                    | Vincitore/trice |
| 2017 | Critics' Circle Theatre Award | Miglior scenografia                                   | Christine Jones                 | Vincitore/trice |
| 2017 | Critics' Circle Theatre Award | Miglior debuttante                                    | Anthony Boyle                   | Vincitore/trice |
| 2017 | WhatsOnStage Award            | Migliore opera teatrale                               | Migliore opera teatrale         | Vincitore/trice |
| 2017 | WhatsOnStage Award            | Miglior regia                                         | John Tiffany                    | Vincitore/trice |
| 2017 | WhatsOnStage Award            | Miglior attore in un'opera teatrale                   | Jamie Parker                    | Vincitore/trice |
| 2017 | WhatsOnStage Award            | Miglior attore non protagonista in un'opera teatrale  | Anthony Boyle                   | Vincitore/trice |
| 2017 | WhatsOnStage Award            | Miglior attore non protagonista in un'opera teatrale  | Paul Thornley                   | Candidato/a     |
| 2017 | WhatsOnStage Award            | Miglior attrice non protagonista in un'opera teatrale | Noma Dumezweni                  | Vincitore/trice |
| 2017 | WhatsOnStage Award            | Miglior attrice non protagonista in un'opera teatrale | Poppy Miller                    | Candidato/a     |
| 2017 | WhatsOnStage Award            | Migliori costumi                                      | Katrina Lindsay                 | Candidato/a     |
| 2017 | WhatsOnStage Award            | Miglior scenografia                                   | Christine Jones                 | Vincitore/trice |
| 2017 | WhatsOnStage Award            | Migliori luci                                         | Neil Austin                     | Vincitore/trice |
| 2017 | Laurence Olivier Awards       | Miglior opera teatrale                                | Miglior opera teatrale          | Vincitore/trice |
| 2017 | Laurence Olivier Awards       | Miglior attore in un'opera teatrale                   | Jamie Parker                    | Vincitore/trice |
| 2017 | Laurence Olivier Awards       | Miglior attore non protagonista in un'opera teatrale  | Anthony Boyle                   | Vincitore/trice |
| 2017 | Laurence Olivier Awards       | Miglior attrice non protagonista in un'opera teatrale | Noma Dumezweni                  | Vincitore/trice |
| 2017 | Laurence Olivier Awards       | Miglior regia                                         | John Tiffany                    | Vincitore/trice |
| 2017 | Laurence Olivier Awards       | Migliori coreografie                                  | Steven Hoggett                  | Candidato/a     |
| 2017 | Laurence Olivier Awards       | Miglior scenografia                                   | Christine Jones                 | Vincitore/trice |
| 2017 | Laurence Olivier Awards       | Migliori luci                                         | Neil Austin                     | Vincitore/trice |
| 2017 | Laurence Olivier Awards       | Migliori costumi                                      | Katrina Lindsay                 | Vincitore/trice |
| 2017 | Laurence Olivier Awards       | Miglior sound design                                  | Gareth Fry                      | Vincitore/trice |
| 2017 | Laurence Olivier Awards       | Migliori musiche                                      | Imogene Heap                    | Candidato/a     |
| 2017 | South Bank Sky Art            | Miglior opera teatrale                                | Miglior opera teatrale          | Vincitore/trice |
| 2018 | WhatsOnStage Award            | Miglior spettacolo del West End                       | Miglior spettacolo del West End | Vincitore/trice |
| 2018 | WhatsOnStage Award            | Miglior poster                                        | MinaLima                        | Vincitore/trice |

### Broadway, 2018
| Anno | Premio                         | Categoria                                             | Nominato                 | Risultato       |
| ---- | ------------------------------ | ----------------------------------------------------- | ------------------------ | --------------- |
| 2018 | Tony Award                     | Miglior opera teatrale                                | Miglior opera teatrale   | Vincitore/trice |
| 2018 | Tony Award                     | Miglior attore protagonista in un'opera teatrale      | Jamie Parker             | Candidato/a     |
| 2018 | Tony Award                     | Miglior attore non protagonista in un'opera teatrale  | Anthony Boyle            | Candidato/a     |
| 2018 | Tony Award                     | Miglior attrice non protagonista in un'opera teatrale | Noma Dumezweni           | Candidato/a     |
| 2018 | Tony Award                     | Miglior scenografia                                   | Christine Jones          | Vincitore/trice |
| 2018 | Tony Award                     | Migliori costumi                                      | Katrina Lindsay          | Vincitore/trice |
| 2018 | Tony Award                     | Miglior disegno luci                                  | Neil Austin              | Vincitore/trice |
| 2018 | Tony Award                     | Miglior sound design di un'opera teatrale             | Gareth Fry               | Vincitore/trice |
| 2018 | Tony Award                     | Miglior regia di un'opera teatrale                    | John Tiffany             | Vincitore/trice |
| 2018 | Tony Award                     | Miglior coreografie                                   | Steven Hoggett           | Candidato/a     |
| 2018 | Drama Desk Award               | Miglior attore non protagonista in un'opera teatrale  | Anthony Boyle            | Candidato/a     |
| 2018 | Drama Desk Award               | Miglior regia di un'opera teatrale                    | John Tiffany             | Vincitore/trice |
| 2018 | Drama Desk Award               | Miglior colonna sonora di un'opera teatrale           | Imogene Heap             | Vincitore/trice |
| 2018 | Drama Desk Award               | Migliori costumi di un'opera teatrale                 | Katrina Lindsay          | Candidato/a     |
| 2018 | Drama Desk Award               | Miglior disegno luci                                  | Neil Austin              | Vincitore/trice |
| 2018 | Drama Desk Award               | Miglior projection design                             | Finn Ross & Ash Woodward | Vincitore/trice |
| 2018 | Drama Desk Award               | Migliori parrucche                                    | Carole Hancock           | Candidato/a     |
| 2018 | Drama Desk Award               | Miglior sound design                                  | Gareth Fry               | Vincitore/trice |
| 2018 | Drama League Award             | Migliore opera teatrale                               | Migliore opera teatrale  | Vincitore/trice |
| 2018 | Drama League Award             | Miglior performance                                   | Anthony Boyle            | Candidato/a     |
| 2018 | Drama League Award             | Miglior performance                                   | Noma Dumezweni           | Candidato/a     |
| 2018 | Outer Critics Circle Award     | Migliore opera teatrale                               | Migliore opera teatrale  | Vincitore/trice |
| 2018 | Outer Critics Circle Award     | Miglior regia di un'opera teatrale                    | John Tiffany             | Vincitore/trice |
| 2018 | Outer Critics Circle Award     | Miglior coreografo                                    | Steven Hoggett           | Candidato/a     |
| 2018 | Outer Critics Circle Award     | Miglior colonna sonora                                | Imogene Heap             | Candidato/a     |
| 2018 | Outer Critics Circle Award     | Miglior scenografia                                   | Christine Jones          | Vincitore/trice |
| 2018 | Outer Critics Circle Award     | Migliori costumi                                      | Katrina Lindsay          | Candidato/a     |
| 2018 | Outer Critics Circle Award     | Miglior disegno luci                                  | Neil Austin              | Vincitore/trice |
| 2018 | Outer Critics Circle Award     | Miglior projection design                             | Finn Ross & Ash Woodward | Vincitore/trice |
| 2018 | Outer Critics Circle Award     | Miglior sound design                                  | Gareth Fry               | Vincitore/trice |
| 2018 | Outer Critics Circle Award     | Miglior attore non protagonista in un'opera teatrale  | Anthony Boyle            | Candidato/a     |
| 2018 | New York Drama Critics' Circle | Menzione al merito                                    | John Tiffany             | Vincitore/trice |
| 2018 | Theatre World Award            | Miglior debuttante                                    | Anthony Boyle            | Vincitore/trice |
| 2018 | Theatre World Award            | Miglior debuttante                                    | Noma Dumezweni           | Vincitore/trice |